# Fire (singel Meduzy, OneRepublic i Leony)
„Fire” – singel włoskiej grupy producenckiej Meduza, amerykańskiego zespołu OneRepublic oraz niemieckiej piosenkarki Leony, wydany 10 maja 2024. Piosenka została wydana jako oficjalny hymn Mistrzostw Europy w Piłce Nożnej 2024 odbywających się w Niemczech. Utwór znalazł się na wersji deluxe albumu grupy OneRepublic, Artificial Paradise (2024). 

## Tło powstania utworu
Początkowo w utworze „Fire”, obok OneRepublic miała pojawić się niemiecka piosenkarka Kim Petras, jednak ze względu na nieprzewidziane wydarzenia musiała zrezygnować z projektu i zastąpiła ją Leony. Utwór „Fire” został napisany przez członków grupy Meduza oraz członków zespołu OneRepublic, Ryana Teddera oraz Brenta Kutzle, a także Leony i wyprodukowany przez grupę producencką Meduza.  Philipp Lahm, dyrektor turnieju UEFA i były kapitan drużyny niemieckiej, powiedział:

Piłka nożna i muzyka mają siłę, by jednoczyć ludzi. Kiedy myślę o UEFA EURO 1996 mam w głowie „Football's Coming Home”. Na UEFA EURO 2024, chcemy uczcić różnorodność i wzmocnić poczucie bycia razem. Dobry sport i piękna muzyka powinny prowadzić nas tego lata, z EURO piosenką „Fire”.

## Promocja utworu
Utwór „Fire” miał swoją premierę 10 maja 2024. Wraz z premierą singla na oficjalnych mediach społecznościowych UEFA ruszyła kampania #LightYourFire, zachęcająca fanów do publikowania filmików, w których w rytm piosenki pokazują ogień, z jakim oddają się swojej pasji. Dzięki udziałowi w kampanii fani piłki nożnej mieli szansę na wygranie biletów na mecz finałowy, który odbył się 14 lipca w Berlinie. Wokalista zespołu OneRepublic, Ryan Tedder powiedział:

Napisaliśmy tę piosenkę dla fanów piłki nożnej i muzyki, mając nadzieję, że to zainspiruje i zjednoczy nas wszystkich w czasie odliczania do UEFA EURO 2024. Kampania #LightYourFire jest zaproszeniem dla fanów z całego świata do przyłączenia się do tej podróży.

Utwór został wykonany na żywo podczas ceremonii zamknięcia Mistrzostw Europy w Piłce Nożnej 2024.

## Teledysk do utworu
24 maja 2024 roku ukazał się teledysk do utworu „Fire”, który został wyreżyserowany przez Kevina Fersti. W klipie widać sceny z poprzednich Mistrzostw Europy, fanów oglądających mecze w telewizji oraz dzieci grające w piłkę nożną. Można zobaczyć także Ryana Teddera i Leony wykonujących utwór oraz grupę Meduza stojących na Stadionie Olimpijskim w Berlinie, gdzie odbył się mecz finałowy.

## Pozycje na listach

### Notowania tygodniowe
| Notowanie (2024)                        | Najwyższa pozycja |
| --------------------------------------- | ----------------- |
| Austria (Singles Top 75)                | 49                |
| Belgia (Ultratop 50 Singles (Flandria)) | 45                |
| Czechy (Rádio – Top 100)                | 3                 |
| Holandia (Dutch Top 40)                 | 16                |
| Holandia (Single Top 100)               | 68                |
| Niemcy (Top Single-Chart)               | 29                |
| Szwajcaria (Singles Top 100)            | 68                |
| Słowacja (Radio Top 100)                | 28                |
| USA (Hot Dance/Electronic Songs)        | 26                |